# Cascata del Toce
La cascata del Toce o La Frua (Frütt Fall in dialetto tedesco walser) è una cascata che si trova nel comune di Formazza in frazione Frua (Uf der Frütt in dialetto tedesco walser) a quota 1675 m s.l.m.; con essa il fiume Toce compie un salto alto 143 m su un reclinamento roccioso di 200 m, con un fiocco d'acqua alla base di 60 m.

## Descrizione
È considerata una delle cascate più spettacolari delle Alpi, sebbene l'intervento umano ne abbia ridotto la portata per gran parte dell'anno. A monte della cascata il Toce forma infatti il lago di Morasco, un lago artificiale da cui le acque vengono captate per il funzionamento delle centrali idroelettriche (in successione) di Ponte, Fondovalle, Cadarese, Crego e Crevola Toce. In cima alla cascata vi è lo storico albergo (1863) che visse la bell'epoque del turismo alpino di inizio secolo.
La cascata viene aperta solamente per brevi fasce orarie tra giugno e settembre, riprendendo pienamente la propria conformazione naturale.
Per raggiungere la cascata occorre percorrere la strada statale 33 del Sempione che collega Milano con il confine di Stato di Iselle e giunti a Crevoladossola si imbocca la strada statale 659 di Valle Antigorio e Val Formazza per circa 40 km, fino a Valdo (Formazza), dove parte quindi la nuova strada ANAS 424 ex SS 659 di Valle Antigorio e Val Formazza che, dopo circa 8 km, porta alla cascata.
Richard Wagner, nel suo viaggio in Italia dalla Svizzera nel 1852 definì il salto della Toce uno spettacolo di "prepotente bellezza". L'attenzione al salto più alto d'Europa è di epoca illuminista. Prima di tale periodo nessuno gli diede rilievo.
Negli ultimi due secoli ne descrissero la magnificenza anche altri, da Gabriele d'Annunzio a Giosuè Carducci, dalla Regina Margherita a Vittorio Emanuele III.

## Manifestazioni sportive
Nel 2003 qui fu posto l'arrivo della 19ª tappa del Giro d'Italia. In quella tappa si verificò l'ultimo attacco in montagna di Marco Pantani.
18 anni dopo, fu scenario della 4ª tappa del Giro d'Italia femminile, una cronoscalata individuale.
Tappe del Giro d'Italia con arrivo alla Cascata del Toce
| Anno | Tappa | Partenza | km  | Vincitore di tappa | Maglia rosa     |
| ---- | ----- | -------- | --- | ------------------ | --------------- |
| 2003 | 19ª   | Canelli  | 236 | Gilberto Simoni    | Gilberto Simoni |

Tappe del Giro d'Italia Donne con arrivo alla Cascata del Toce
| Anno | Tappa | Partenza   | km   | Vincitrice di tappa  | Maglia rosa          |
| ---- | ----- | ---------- | ---- | -------------------- | -------------------- |
| 2021 | 4ª    | Fondovalle | 11,2 | Anna van der Breggen | Anna van der Breggen |

## Galleria d'immagini

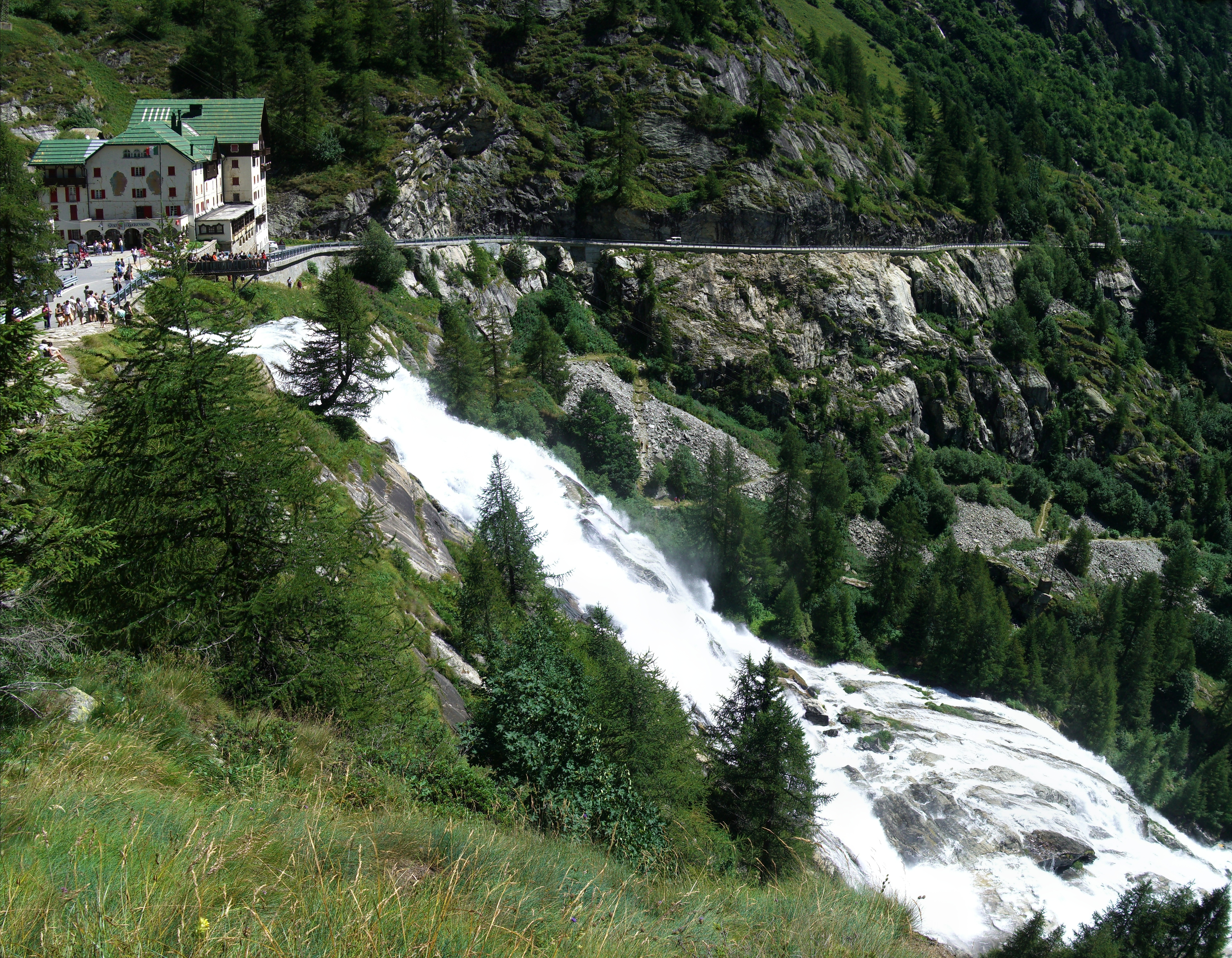
Cascata del Toce, panoramica dall'alto.
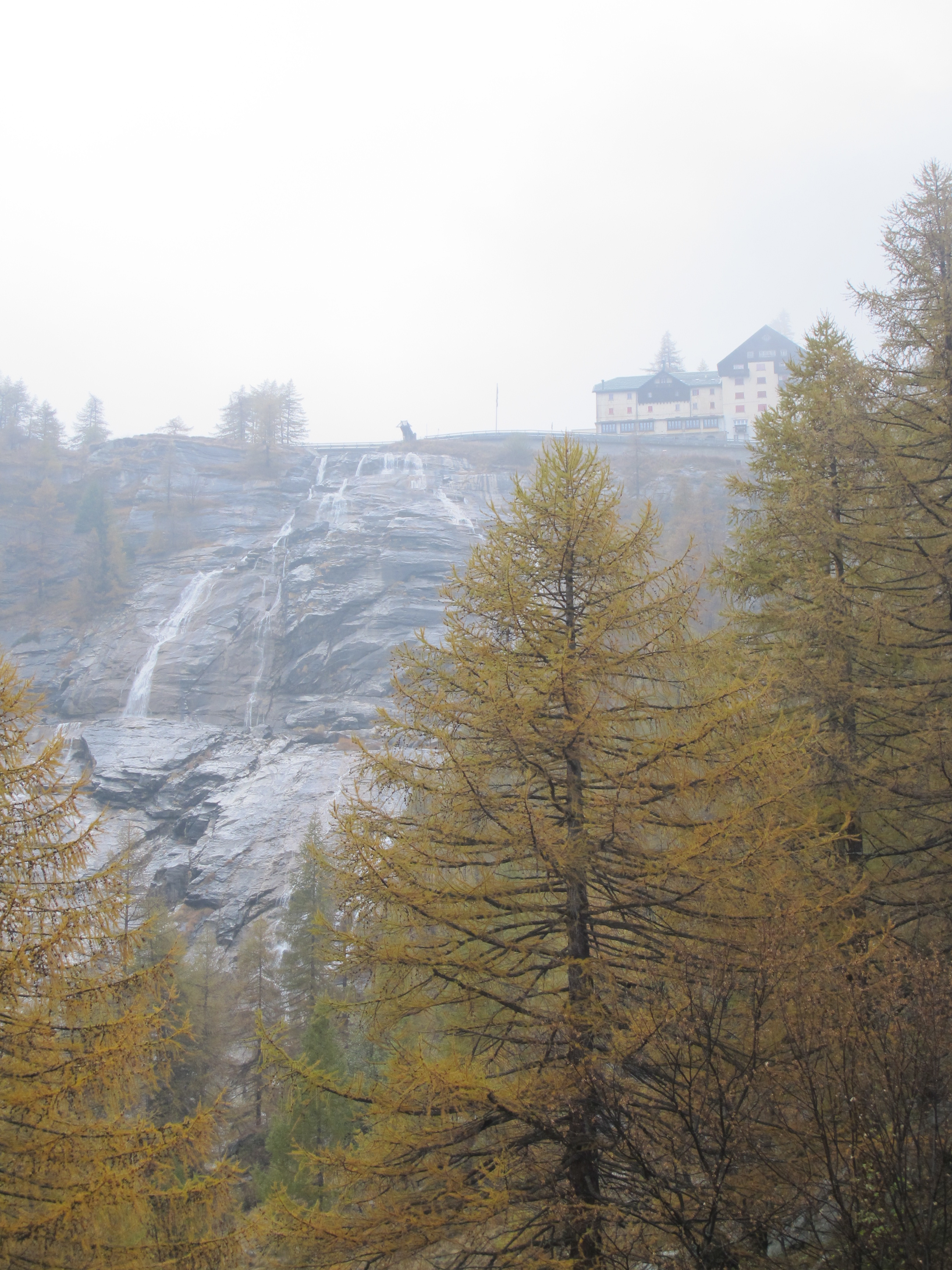
Cascata del Toce in autunno